# Каспійське море
Каспі́йське мо́ре (рідше Каспі́й — від назви стародавніх племен «каспіїв», що мешкали в східній частині Кавказу, у давнину мало назву Хозарське море, у Русі його називали Хорезмським морем; грец. Κασπία Θάλασσα, лат. Caspium Mare) — безстічна водойма, яка класифікується як повноцінне море або як найбільше безстічне озеро на Землі. Воно розташоване на території Росії, Казахстану, Туркменістану, Азербайджану й Ірану.

## Етимологія назви
Сучасна українська назва, замість давньоруської Хвалисьскоıе море (Лаврентіївський літопис) — нова, книжна — виводиться з латинської Caspium Mare, або Caspium pelagus, і давньогрецької Κασπία θάλασσα (Kaspía thálassa), Κάσπιον πέλαγος (Káspion pélagos; Страбон та інші) і, за однією з гіпотез, утворена від назви стародавніх племен каспіїв, що жили в 1-му тис. до н. е. на південно-західному узбережжі цього моря.
У різні періоди історії Каспійське море мало у різних племен і народів близько 70 найменувань:
- Гірканське (Джурджанське) море — за давньогрецькою назвою міста Ґорґан і провінції Гірканія;
- Хвалинське море або Хваліське море — давньоруська назва, що походить від назви держави Хорезм[2] (за іншою версією, від народу хвалісів, що мешкав у північному Прикаспії);
- Хорезмське море — так називали у Київській Русі;
- Хазарське море — назва арабською (Бахр-аль-хазар), перською (Дар'я-є Хезар), турецькою, азербайджанською, кримськотатарською (Хазар ден'ізі), туркменською (Hazar deňizi), кумицькою (Хазар денгіз) мовами;
- Абескунське море — за назвою острова і міста, які існували в дельті річки Кури, до їх затоплення морем у XIV столітті;
- Сарайське море;
- Дербентське море — за назвою міста Дербента в Дагестані;
- Сіхай та інші назви[3].

В Азербайджані й Ірані Каспійське море і сьогодні називають Хозарським або Мазендеранським (за назвою народу, що населяє однойменну прибережну провінцію Ірану).

## Історія

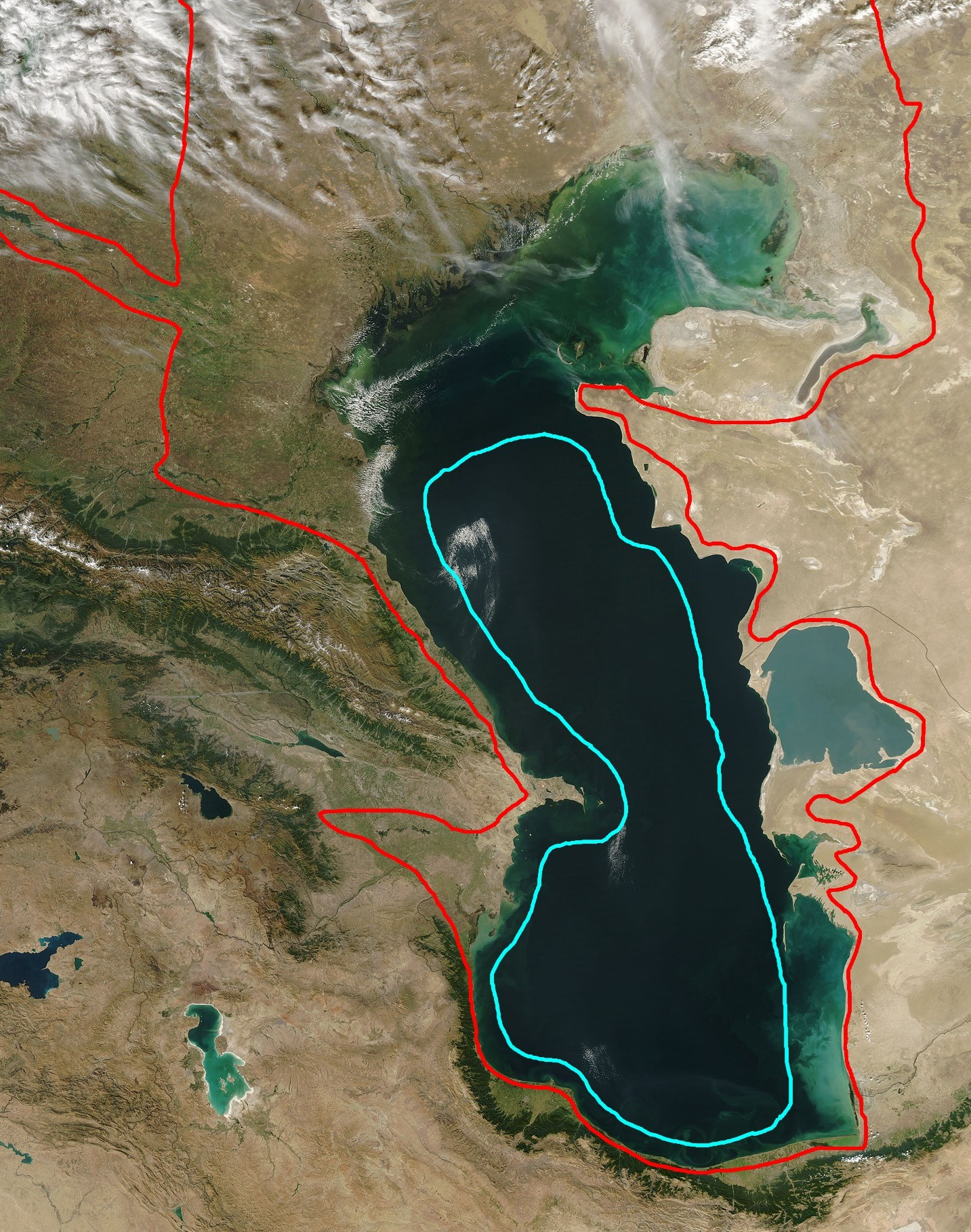
Максимальний розлив і мінімальне скорочення Каспійського моря (за И. П. Герасимовим і К. К. Марковим).

### Загальні відомості
Каспійське море нерідко й неправильно розглядається як найбільше озеро Землі, що неточно, оскільки за своїми розмірами, характером процесів та історією розвитку Каспій є морем. Інші історичні назви — Гірканське, Хвалинське (Хвалісське), Хазар, — також за іменами стародавніх народів, що мешкали на його берегах.
Каспій витягнутий із півночі на південь майже на 1200 км, середня ширина 320 км, довжина берегової лінії близько 7 тис. км. Площа близько 371 тис. км²; рівень на 28,5 м нижчий за рівень Світового океану (1969), максимальна глибина 1025 м, солоність 1,15 %. У 1929 році, до значного зниження рівня до −29 м, його площа становила 422 тис. км².
Найбільші затоки: на півночі — Кизлярська, Комсомолець, на сході — Мангишлацька, Кендерлі, Казахська, Кара-Богаз-Гол, Красноводська, на заході — Аграханська, Бакинська бухта; на півдні — мілководні лагуни. Є до 50 островів, переважно невеликих (загальна площа близько 350 км²), найзначніші — Кулали, Тюленячий, Чечень, Артем, Чилов, Огурчинський.
У північній частині моря впадають найзначніші річки — Волга, Емба, Урал, Терек, загальний річний стік яких становить близько 88 % всього стоку річкових вод до Каспію. На західному узбережжі впадають відносно великі річки Сулак, Самур, Кура і ряд дрібніших (близько 7 % стоку). Інші 5 % стоку дають річки іранського узбережжя (Ґорґан, Хераз, Сефідруд). На східному узбережжі, включаючи берег Кара-Богаз-голу, нема жодного постійного водостоку.
На морі розвинене рибальство; видобуток нафти; судноплавство; порти: Баку (Азербайджан), Астрахань (Росія), Туркменбаші (Туркменістан), Бандар-Анзалі (Іран).

### Геологічна історія
Як і Чорне море, Каспійське море становить собою залишки стародавнього моря Паратетіс (Paratethys), яке входило в систему Океану Тетіс десятки мільйонів років тому. Каспій має океанічне походження — його ложе складене земною корою океанічного типу, сформоване приблизно 10 мільйонів років тому, коли формувалося Сарматське море. Остаточно воно втратило зв'язок зі світовим океаном приблизно 5,5 млн років тому в результаті тектонічного підйому і падіння рівня води Сарматського моря, що розділилося на дві частини — Каспійське море і Чорне море. Ще в часи останнього зледеніння, приблизно 20 тисяч років тому, площа Каспійського моря була вдвічі більшою за сучасну.

### Антропологічна і культурна історія Каспійського моря

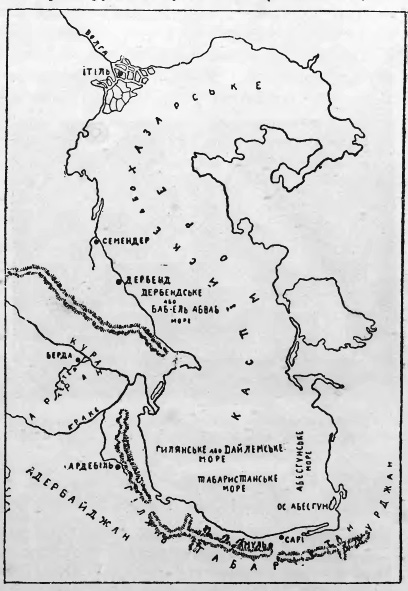
Каспійське узбережжя в X столітті

Знахідки Хуто (Huto) у печері неподалік від міста Бехшахр, провінції Мазандаран у південній частині Каспійського моря на території Ірану, свідчать, що людина жила в цих краях приблизно 75 тис. років тому.
У класичну давнину серед греків і персів він був названий Гірканським океаном (Hyrcanian — земля вовків). У Перській державі, а також у сучасному Ірані, Каспій відомий як море Мазандаран (перс. مازندران). Згодом у тюркомовних країнах він відомий як Хазарське море. За Київської Русі його нарекли Хорезмським морем через місцевість і жителів Хорезмського царства. А в давніх арабських джерелах його називають Бахр Казвін — Казвін море.
Назва Каспійського моря походить від назви Каспій (Перська کاسپی), це був стародавній народ, який жив на захід від моря в Закавказзі. Ще Страбон писав, що до «країни албанців відноситься також територія що називається Каспіне, на честь племені Каспіїв, а також називають там море, але в наш час[коли?] те плем'я зникло». Однак за легендами і написами на території Ірану — припускають, що це плем'я перекочувало на південь Каспійського моря.
На берегах Каспійського моря за період його існування від давніх часів розвивалися різні культури та цивілізації, найхарактерніші з них:
- Гірканія, давня держава в північній частині Ірану
- Тапурія, царство (тепер Мазандаран — провінція Ірану)
- Імперія Сасанідів
- Імперія Персів
- Ітиль (Хазарія)
- Хорезмське шахство
- Імперія Олександра Македонського
- Російська імперія
- Османська імперія
- Золота Орда
- Дербент

## Географічний об'єкт Каспійське море (топоніміка)

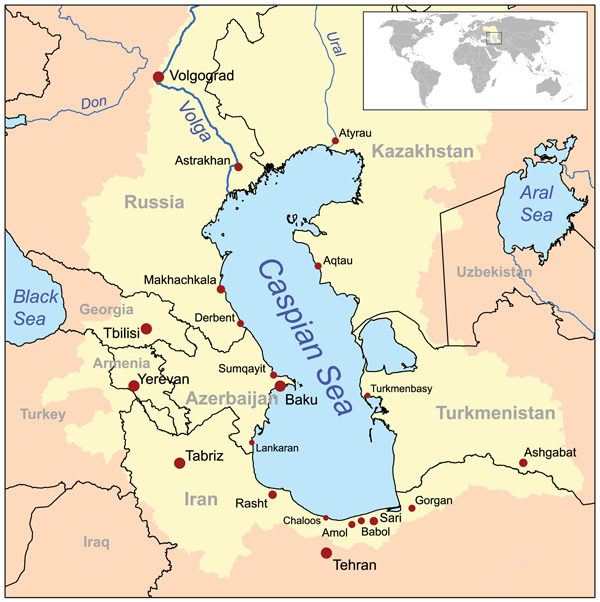
Басейн Каспійського моря

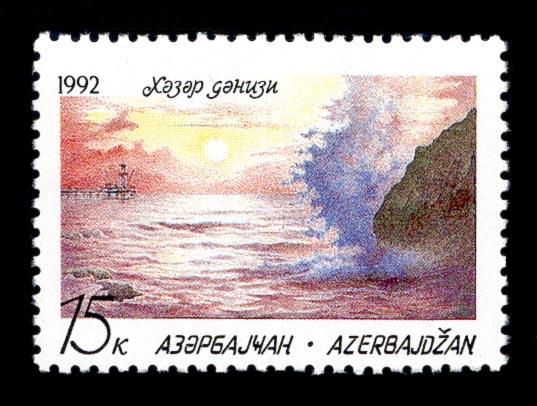
Поштова марка Азербайджану

### Географічне положення
Каспійське море розташоване на стику двох частин Євразійського континенту — Європи і Азії. Каспійське море за формою схоже на латинську букву S, протяжність Каспійського моря з півночі на південь — приблизно 1200 кілометрів (36° 34' — 47° 13' пн. ш.), із заходу на схід — від 195 до 435 кілометрів, у середньому 310—320 кілометрів (46° — 56° сх. д.).
Каспійське море умовно ділиться за фізико-географічними умовами на 3 частини — Північний Каспій, Середній Каспій та Південний Каспій. Умовна межа між Північним і Середнім Каспію проходить по лінії острів Чечень — Тюб-Караганський мис, між Середнім і Південним Каспієм — по лінії острів Чилов — мис Ган-Гулу. Площа Північного, Середнього і Південного Каспію становить 25, 36, 39 % відповідно.

### Геологічна будова
Північна частина Каспію є околицею Прикаспійської синеклізи Східноєвропейськой платформи; Мангишлакський поріг структурно пов'язаний із герцинською фундацією валу Карпінського на західному березі моря і з горами Мангистау на східному. Дно Середнього Каспію має гетерогенну структуру. Його східна частина — занурена ділянка епігерцинської Туранської платформи; Дербентська западина, а також західні ділянки шельфу і материкового схилу — краєве прогинання геосинкліналі Великого Кавказу. Апшеронський поріг відповідає одному з відгалужень новітніх структур, що сформувалися на зануренні складчастих утворень Великого Кавказу і сполучали їх зі складчастими спорудами Копетдагу. Південний Каспій характеризується субокеанічною будовою земної кори, тут відсутній гранітний шар. Під осадовим шаром потужністю до 25 км. (що вказує, очевидно, на великий вік западини Південного Каспію) залягає базальтовий шар потужністю до 15 км.
Аж до верхнього міоцену Каспій як морський басейн у своїй геологічній історії був тісно пов'язаний із Чорним морем. Після верхнеміоценової складчастості цей зв'язок урвався, Каспій перетворився на замкнуту водойму. Зв'язок з океаном поновився у верхньому пліоцені, в акчагильський період. В антропогені у зв'язку з чергуванням на Східноєвропейській рівнині льодовикових і післяльодовикових епох Каспій неодноразово мав трансгресії (бакинська, хазарська, хвалинська) і регресії, сліди яких збереглися у вигляді терас на узбережжі моря і в стратиграфії давньокаспійських відкладень.
На шельфі поширені терригенно-черепашкові піски, ракуша, піски ооліту; глибоководні ділянки дна покриті альовролітовими і мулистими відкладеннями з високим вмістом карбонату кальцію. На окремих ділянках дна оголює корінні породи неогенового віку. На дні Каспію є багаті родовища нафти і газу. Нафто-газоносними є Апшеронський поріг, дагестанський і туркменський райони моря. Перспективні на нафту і газ ділянки дна моря, прилеглі до Мангишлаку, а також Мангистауський поріг. Затока Кара-Богаз-Гол є найбільшим родовищем хімічної сировини (зокрема, мірабіліту).

### Рельєф
За характером рельєфу і гідрологічними особливостями Каспій зазвичай поділяють на Північний Каспій, Середній Каспій і Південний Каспій. Північний Каспій (площа близько 80 тис. км²) — наймілководніша частина моря з глибинами 4—8 м. Рельєф дна — слабо хвиляста акумулятивна рівнина з серією банок і акумулятивних островів, так званий Мангистауський поріг, що відокремлює Північний Каспій від Середнього. У межах Середнього Каспію (площа близько 138 тис. км²) виділяється Дербентська западина (найбільша глибина 788 м), шельф і материковий схил, ускладнений підводними обвалами і каньйонами; на північному, досить пологому схилі виявлені релікти стародавніх річкових долин. На півдні западина Середнього Каспію відокремлена від западини Південного Каспію Апшеронським порогом, на якому розташований ряд банок і островів. Западина Південного Каспію (найбільша глибина 1025 м), що становить близько 1/3 площі моря, біля західного і південного (іранського) узбережжя має вузький шельф, біля східного узбережжя шельф значно ширший. Дно западини є плоскою абіссальною рівниною. У північній частині западини відзначається декілька підводних хребтів північно-західного і південно-східного простягання.

### Береги
Протяжність берегової лінії Каспійського моря оцінюється приблизно в 6500—6700 км, з островами — до 7000 км. Узбережжя Каспійського моря на більшій його частині його території — низинні і гладкі. У північній частині берегова лінія порізана водними протоками та островами дельти Волги і Уралу, береги низькі і заболочені, а водна поверхня в багатьох місцях покрита заростями. На східному узбережжі переважають вапнякові береги, що прилягають до напівпустелі та пустелі. Найзвивистіші береги — на західному узбережжі в районі Апшеронського півострова і на східному узбережжі в районі Казахської затоки і Кара-Богаз-Гол.
Береги північної частини Каспію низовинні і дуже пологі, характеризуються широким розвитком осушень, що утворюються в результаті явищ наганянь зганяння; тут розвинені також дельтові береги (дельти Волги, Уралу, Тереку). У цілому береги північної частини інтенсивно наростають, чому сприяє падіння рівня моря, швидке зростання дельт і рясне надходження терригенного матеріалу. Західні береги Каспію також переважно акумулятивні (численні пересипи, коси), окремі ділянки на узбережжі Дагестану і Апшеронського півострова — абразійні. На східному узбережжі моря переважають абразійні береги, вироблені у вапняках, що складають прилеглі напівпустельні і пустельні плато. Є також і акумулятивні форми: Карабогазький пересип, що відокремлює від моря найбільшу затоку Каспію, — Кара-Богаз-Гол, коси Красноводська і Кендерлі. На південь від Красноводського півострова переважають акумулятивні береги.
Великі півострови Каспійського моря:
- Аграханський півострів;
- Апшеронський півострів, розташований на західному узбережжі Каспію на території Азербайджану, на північно-східному закінчення Великого Кавказу, на його території розташовані міста Баку і Сумгаіт;
- Півострів Бузачі;
- Півострів Мангистау, розташований на східному узбережжі Каспію, на території Казахстану, на його території знаходиться місто Актау;
- Півострів Міанкале;
- Півострів Туб-Караган.

### Затоки Каспійського моря
Великі затоки Каспійського моря:
- Затока Аграханська
- Затока Кизлярська
- Затока Мертвий Култик (колишній Комсомолець, колишня затока цесаревича)
- Затока Кайдак
- Мангистауська затока
- Затока Казахська
- Затока Кендерлі
- Затока Туркменбаши — (колишня Красноводська)
- Затока Туркменів
- Затока Гизилагач
- Затока Астрахань
- Затока Гасан-кулі
- Затока Гизлар
- Затока Гіркані (колишня Астарабад)
- Затока Анзалі (колишня Пехлеві)

### Острови
Каспійське море має численні острови, близько 50 великих і середніх островів загальною площею приблизно 350 квадратних кілометрів.
У Північному Каспії більша частина островів є невеликими і безлюдними, хоча деякі з них мають тимчасових поселенців. Більшість з островів поблизу Азербайджану й Туркестану мають значне геополітичне та економічне значення у зв'язку з їх запасами нафти. Острів Булла поблизу берегів Азербайджану має величезні запаси нафти. А острів Пірллахі був одним у перших місць в Азербайджані, де було знайдено нафту, і він був першим місцем у Каспійському морі, де проведені були бурові роботи. Остів Наргін використовувався як військова база-об'єкт колишнього Радянського Союзу і є найбільшим островом у Бакинській бухті.
Більшість островів, особливо навколо Азербайджану, мають значні екологічні проблеми у результаті видобутку нафти. Приміром, острів Вульф має свою екосистему, дуже занедбану, оскільки на сусідніх островах вівся безконтрольний видобуток нафти, що суттєво вплинуло на чисельність і стан тюленів та інших тварин та птахів острова, хоча й вони і надалі населяють його.
Найбільші острови Каспію:
- Ашур-Ада
- Гарасу
- Гум
- Даш
- Зіра (острів)
- Зенбиль
- Кюр-Даши
- Хара-зіра
- Огурчинський
- Сенг-Мугань
- Тюленів (Каспійське море)
- Тюленячі острови
- Чечень (острів)
- Чигил

### Клімат
Головні баричні центри, що визначають атмосферну циркуляцію в Прикаспійській області, — відріг азійського максимуму взимку і відроги азорського максимуму і південноазійського мінімуму влітку. Характерними рисами клімату є: значна континентальність, переважання антициклональний умов погоди, сухі вітри, сувора морозна зима (особливо в північній частині), різкі температурні зміни протягом року, бідність на опади (виключаючи південно-західну частину водойми). На атмосферних фронтах розвивається циклонічна діяльність, що також є важливим елементом клімату і погоди на Каспії. У північній і середній частинах Каспію з жовтня по квітень переважають вітри східних румбів, з травня по вересень — північно-західних румбів; у південній частині моря найрізкіше виражений мусонний характер вітрів. Найсильнішими вітрами відрізняється район Апшеронського півострова (бакинський норд, що дме переважно восени), східне узбережжя середньої частини і північно-західний район північної частини; тут часті шторми, при яких швидкість вітру сягає більше за 24 м/с.
Середня багаторічна температура повітря теплих місяців (липень — серпень) над усім морем рівна 24—26 °С, абсолютний максимум (до 44 °C) є на східному узбережжі. У зимові місяці температура змінюється від −10 °С на півночі до 12 °C на півдні. Над морем випадає в середньому 200 мм опадів на рік, на західному узбережжі — до 400 мм, на посушливому східному — 90—100 мм, у субтропічній південно-західній частині узбережжя — до 1700 мм. Випаровування з більшої частини поверхні моря досить велике — до 1000 мм на рік; у східній частині Південного Каспію і в районі Апшеронського півострова — до 1400 мм на рік.

## Фізіографія (гідрологія)

### Загальні положення
Каспій має характеристики, загальні як для морів так і для озер. Хоча він часто згадуються як найбільше у світі озеро, але фактично це не прісноводна водойма, що й підтверджує історія його формування та процеси, які відбуваються в ньому. Волга (близько 80 % припливу) і Урал скидають свої води в Каспійське море, але в нього немає природного відтоку, крім випаровування. Таким чином, Каспій ще й має ознаки екосистеми із закритим басейном, зі своїм власним рівнем моря, історією, і вони тепер (десятки мільйонів років) незалежні від процесів та рівня світового океану. Рівень Каспію падає і піднімається, часто й швидко, багато разів протягом століть. Весь цей час рівень моря змінювався синхронно з гідрологічними особливостями річки Волга, яка, своєю чергою, залежить від кількості опадів у своїх численних водозбірних басейнах. У них кількість опадів пов'язана з коливаннями в розмірі Північноатлантичної депресії, які приходять ззовні та доволі віддалені, а вони, своєю чергоу, страждають від циклів у Північноатлантичній осциляції. Таким чином, рівень у Каспійському морі перебуває під впливом атмосферних умов у Північній Атлантиці за тисячі кілометрів на північ і захід від цієї території. Ці фактори роблять Каспійське море цінним місцем для вивчення причин та наслідків глобальної зміни клімату.
Площа й об'єм води Каспійського моря значно змінюється залежно від коливань рівня води. При рівні води −26,75 м площа становить приблизно 371 000 кв. км, обсяг води — 78 648 куб. км, що становить приблизно 44 % світових запасів озерних вод. Максимальна глибина Каспійського моря — у Південно-Каспійській западині, близько 1025 метрів від рівня його поверхні. За величиною максимальної глибини Каспійське море поступається лише Байкалу (1620 м) і Танганьїці (1435 м). Середня глибина Каспійського моря, розрахована за багатографічною кривою, становить 208 метрів. Водночас північна частина Каспію мілководна, її максимальна глибина не перевищує 25 м, а середня глибина — 4 м.

### Гідрологічний режим
Площа басейну Каспійського моря становить приблизно 371 000 кв. км, що становить приблизно 10 % світової території закритих водних об'єктів. Довжина басейну Каспійського моря з півночі на південь — близько 2500 км, із заходу на схід — близько 1000 км. Басейн Каспійського моря охоплює 9 держав — Азербайджан, Вірменію, Грузію, Іран, Казахстан, Російську Федерацію, Туркменістан, Туреччину, Узбекистан.
У Каспійське море впадає 130 річок, з них 9 річок мають гирло у формі дельти. Великі річки, що впадають у Каспійське море — Волга, Терек (Росія), Урал, Емба (Казахстан), Кура (Азербайджан), Самур (кордон РФ з Азербайджаном), Атрек (Туркменістан) та інші. Найбільша річка, що впадає в Каспійське море — Волга, її середньорічний стік становить 215—224 куб. км. Волга, Урал, Терек і Емба дають до 88—90 % річного водостоку Каспійського моря.
На Каспії панує циклональна циркуляція вод, обумовлена здебільшого річковим стоком і панівними вітрами. Маси води рухаються із півночі на південь уздовж західного берега моря до Апшеронського півострова, де течія розділяється: одна гілка продовжується уздовж західного берега, інша перетинає Каспій у ділянці Апшеронського порогу і біля східного берега з'єднується з водами, рухомими на північ уздовж східного берега з Південного Каспію. У Південному Каспії також спостерігається циклональна циркуляція, але менш чітко виражена, а між Баку і гирлом річки Кури ускладнена місцевою антициклональною циркуляцією. У Північному Каспії переважає нестійкий вітровий перебіг різних напрямів. Швидкість їх зазвичай 10—15 см/сек, при сильних вітрах, що збігаються з напрямом течій, швидкість може сягати 30—40 і навіть 100 см/сек. Часта повторюваність помірних і сильних вітрів обумовлює велике число днів зі значним хвилюванням.
Найбільша висота хвиль — до 11 м, що спостерігається в районі Апшеронського порогу. Північна частина моря замерзає зазвичай на 2—3 міс., товщина льоду сягає 2 м. У Середньому Каспії під час суворих зим замерзають окремі мілководні затоки. Нерідкі випадки інтенсивного зламу льодів вітром і їх дрейфу з Північного Каспію на південь уздовж західного берега. У окремі роки ці плавучі міні-айсберги досягають району Апшеронського півострова і здатні заподіювати значний збиток гідротехнічним спорудам на морі.

### Склад води
Середня солоність води 12,7—12,8 ‰, найбільша (не рахуючи затоки Кара-Богаз-гол) біля східних берегів — до 13,2 ‰, найменша на північному заході — 1—2 ‰. Коливання солоності за площею моря, за вертикаллю і в часі незначні, і лише на півночі вони помітніші у зв'язку з коливаннями стоку Волги. Вертикальне перемішування вод у зимовий час охоплює всю товщу води в Північному Каспії і шар 200—300 м у глибоководних районах, влітку і восени обмежується верхнім шаром 15—30 м. У ці сезони на нижній межі верхнього добре прогрітого і перемішаного шару (15—30 м) утворюється інтенсивний шар стрибка температури (декілька градусів на метр), що перешкоджає розповсюдженню тепла в глибинні шари моря.
Сольовий склад води замкнутого Каспійського моря відрізняється від океанського. Існують значні відмінності в співвідношеннях концентрацій солеутворюючих іонів, особливо для води районів, що знаходяться під безпосереднім впливом материкового стоку. Процес метаморфізації води моря під впливом материкового стоку призводить до зменшення відносного вмісту хлоридів у загальній сумі солей морської води, збільшення відносної кількості карбонатів, сульфатів, кальцію, які є основними компонентами в хімічному складі річкових вод. Найконсервативнішими іонами є калій, натрій, хлор і магній. Найменш консервативні кальцій і гідрокарбонат. У Каспії вміст катіонів кальцію і магнію майже в два рази вищий, ніж в Азовському морі, а сульфатів — у три рази.
Солоність води особливо різко змінюється в північній частині моря: від 0,1 од. PSU поблизу гирла Волги і Уралу і до 10—11 од. PSU межі з Середнім Каспієм. Мінералізація в мілководних солоних заток-култуках може досягати 60—100 г/кг. У Північному Каспії протягом усього безльодовикового періоду з квітня по листопад спостерігається соленосний фронт квазіширотного розташування. Найбільше опріснення, пов'язане з розповсюдженням річкового стоку по акваторії моря, спостерігається в червні. На формування поля солоності в Північному Каспії великий вплив надає поле вітру. У середній та південній частинах моря коливання солоності невеликі. Переважно вона становить 11,2—12,8 од. PSU, збільшуючись у південному і східному напрямках. З глибиною солоність зростає незначно (на 0,1—0,2 од. PSU).
У глибоководній частині Каспійського моря у вертикальному профілі солоності спостерігаються характерні прогинання ізогалін та локальні екстренуми в районі східного материкового схилу, які свідчать про процеси придонного сповзання вод, засолонених на східному мілководді Південного Каспію. Величина солоності також сильно залежить від рівня моря і (що взаємопов'язано) від обсягу материкового стоку.

### Температура води
Температура води піддається значним широтним змінам, найчіткіше вираженим у зимовий період, коли температура змінюється від 0—0,5 °C біля краю льоду на півночі моря до 10—11 °C на півдні, тобто різниця температури води становить близько 10 °C. Для мілководних районів із глибинами менше 25 м річна амплітуда може досягати 25—26 °C. У середньому температура води біля західного узбережжя на 1—2 °C вища, ніж біля східного, а у відкритому морі температура води вища, ніж поблизу узбережжя на 2—4 °C. За характером горизонтальної структури поля температури в річному циклі мінливості можна виділити три тимчасові відрізки у верхньому 2-метровому шарі.
З жовтня по березень температура води збільшується у південному і східному напрямках, що особливо добре простежується у Середньому Каспії. Можна виділити дві стійкі квазіширотні зони, де градієнти температури підвищені. Це, по-перше, межа між Північним і Середнім Каспієм, і, по-друге, між Середнім і Південним. Біля краю льоду, на північній фронтальній зоні, температура в лютому-березні збільшується з 0 до 5 °C, на південній фронтальній зоні, у районі Апшеронського порога, з 7 до 10 °C. У цей період найменш охолоджуються води в центрі Південного Каспію, які утворюють квазістаціонарне ядро.
У квітні-травні область мінімальних температур переміщується в Середній Каспій, що пов'язано з швидшим прогрівом води в мілководній північній частині моря. Щоправда, на початку сезону в північній частині моря велика кількість тепла витрачається на танення льоду, але вже у травні температура підвищується тут до 16—17 °C. У середній частині температура в цей час становить 13—15 °C, а на півдні збільшується до 17—18 °C. Весняний прогрів води вирівнює горизонтальні градієнти, і різниця температур між прибережними районами і відкритим морем не перевищує 0,5 °C. Прогрів поверхневого шару, що починається в березні, порушує однорідність у розподілі температури з глибиною.
У червні-вересні спостерігається горизонтальна однорідність у розподілі температури в поверхневому шарі. У серпні, який є місяцем найбільшого прогріву, температура води на всьому морі становить 24—26 °C, а в південних районах зростає до 28 °C. У серпні температура води в мілководні затоках, приміром, у Красноводській, може досягати 32 °C. Основною особливістю поля температури води в цей час є апвеллінг. Він спостерігається щорічно вздовж усього східного узбережжя Середнього Каспію і частково проникає навіть у Південний Каспій. Підйом холодних глибинних вод відбувається з різною інтенсивністю в результаті впливу переважних у літній сезон північно-західних вітрів. Вітер даного напрямку викликає відтік теплих поверхневих вод від берега і підйом холодніших вод із проміжних шарів. Початок апвеллінгу припадає на червень, однак найбільшої інтенсивності він досягає в липні-серпні. Як наслідок, на поверхні води спостерігається зниження температури (7—15 °C). Горизонтальні градієнти температури досягають 2,3 °C на поверхні і 4,2 °C на глибині 20 м. Ореол апвеллінгу поступово зміщується з 41—42° пн. ш. у червні до 43—45° пд. ш. у вересні. Літній апвеллінг має велике значення для Каспійського моря, докорінно змінюючи динамічні процеси на глибоководній акваторії.
У відкритих районах моря в кінці травня — початку червня починається формування шару стрибка температури, який найчіткіше виражений у серпні. Частіше за все він розташовується між горизонтами 20 і 30 м у середній частині моря і 30 і 40 м — у південній. Вертикальні градієнти температури в шарі стрибка дуже значні і можуть сягати декількох градусів на метр. У середній частині моря внаслідок згону біля східного узбережжя шар стрибка піднімається близько до поверхні. Оскільки в Каспійському морі відсутній стабільний бароклінний шар у великим запасом потенційної енергії, подібний до головного термокліну Світового океану, то з припиненням дії переважних вітрів, що викликають апвеллінг, і з початком осінньо-зимової конвекції в жовтні-листопаді відбувається швидка перебудова полів температури до зимового режиму. У відкритому морі температура води в поверхневому шарі знижується в середній частині до 12—13 °C, на півдні до 16—17 °C. У вертикальній структурі шар стрибка розмивається за рахунок конвективного перемішування і до кінця листопада зникає.

### Коливання рівня
Короткочасні неперіодичні коливання рівня Каспію обумовлені явищами наганянь зганяння, які на півночі можуть викликати короткочасне підвищення рівня на 2,5—2 м або пониження до 2 м. Спостерігаються сейші з періодом від 10 хвилин до 12 годин з амплітудою до 0,7 м. Є невеликі сезонні коливання рівня (близько 30 см).
Однією з цікавих особливостей Каспійського моря є зміна його рівня з різкими падіннями та підйомами різної тривалості. Причини коливань досі точно не встановлені, хоча передбачається, що це може бути пов'язано з коливанням стоку річок, деформацією дна, з надходженням води з-під землі, змінами клімату.
Геологічні та палеогеографічні дослідження дозволяють зазирнути у віддалене минуле регіону. За останні десять тисяч років рівень Каспію, розташованого нижче рівня світового океану, змінювався в межах від −20 до −40 м. Рівень моря в IV—II ст. до н. е. був не вище −36 м, у VI ст. стояв на абсолютній позначці −34 м, у X ст. — −29 м, на початку XIV століття — −19 м, а зараз — близько −27 м. Відомо також, що в VII—XI ст. н. е. був низький рівень (можливо, на 2—4 м нижче від сучасного). Останнє значне зниження рівня відбувалося починаючи з 1929 року (коли рівень був на відмітці близько 26 м) до 1956—1957 років. Нині рівень коливається в межах декількох сантиметрів поблизу позначки −28,5 м. Причинами останнього падіння рівня, окрім кліматичних змін, що зумовили зменшення стоку річок до Каспію і збільшення випаровування з його поверхні, були також гідротехнічне будівництво на Волзі (створення великих штучних водосховищ) і витрата річкових вод на зрошування посушливих земель та на виробничі потреби.
Наглядним прикладом змін стала розбудова й існування на узбережжі міста Баку. У перші століття нашої ери й аж до VII століття Бакинська бухта була сухою, а прибакинські острови поєднувалися із сушею. Не випадково на карті Птолемея (II ст. н. е.) Баку показаний далеко від моря. Потім, з VII ст., починається сильне підвищення Каспію аж до IX ст. — тоді й утворилася Бакинська бухта.
Потужні зміни відбулися в кінці XIII століття, коли Каспій піднявся більш ніж на 10 метрів. Італійський географ XIV ст. Марина Сануто з гіркотою зазначала: «Каспійське море щороку прибуває на одну долоню, і багато гарних міст уже затоплено». За словами географа Абд ар-Рашид ал-Баку, в 1403 році Каспійське море затопило частину Баку і вода стояла біля мечеті. У цей час море плескалося біля підніжжя Дівочої вежі, що побічно підтверджує легенду про дівчину, яка кинулася в Каспій з вершини вежі. У цей же період повністю під водою виявився Сабаїльський замок, побудований на скелі в бакинській бухти. Наступні 600 років рівень моря, коливаючись, залишався високим аж до початку XX століття, коли він став падати.
Систематичні спостереження над рівнем води в Каспійському морі були розпочаті в 1837 році.
На початку XIX століття інструментальна зйомка берегів проведена І. Ф. Колодкіним, у середині XIX ст. — інструментальна географічна зйомка під керівництвом М. О. Івашинцева. З 1866 року протягом більше 50 років велися експедиційні дослідження по гідрології і гідробіології Каспію під керівництвом М. М. Книповича.
Як показали вимірювання, за перше століття (до 1930 року) рівень моря майже не змінювався, коливаючись між відмітками −25 і −26 метрів. У період з 1929 по 1941 рік відбулося різке зниження майже на два метри (від −25,88 до −27,84 м).
За наступні 37 років море, то зростаючи, то опускаючись у своєму рівні, повільно падало, досягши найнижчої за час вимірювань позначки в 1977 році — −29,01 м. У зв'язку з відступом моря в ці роки було розширено Бакинську набережну-бульвар і облаштовано нижню терасу. Потім море почало швидко зростати і, піднявшись до 1995 року на 2,35 м, досягла позначки мінус 26,66 м. Якби води, що впадають у Каспій з річок, не використовувалися в обсязі близько 40 куб. км на рік на господарські потреби і зрошення (це відповідає 10 см у рівні моря), то цей рівень був би на 1,5 м вищим, наближаючись до рекордно високої за 160 років відмітки минулого століття.
У наступні роки середній рівень моря знизився майже на 50 см, досягнувши позначки −27,17 м у 2001 році. З 2001 року і по теперішній час рівень знову став підвищуватися: у 2002 році на 2 см, у 2003 році на 4 см, у 2004 році на 8 см, у 2005 році 12 см. У цей час рівень Каспію досяг −27,0 м. Результати вивчення атмосферних процесів і глобальні кліматичні зміни дають можливість припускати, що до 2015 року рівень моря зросте на 1 м від нинішньої абсолютної позначки. Проте, існують й інші погляди вчених, які прогнозують вже в найближчий час, критичне зниження рівня води Каспійського моря внаслідок кліматичних змін, що загрожує зникненням унікальних екосистем та руйнуванням важливої інфраструктури регіону.
Зміна рівня моря впливає на господарську діяльність людей і на природу. При зниженні моря відбувається обміління підходів до портів, ускладнюються умови судноплавства, змінюється режим заповідників і запаси риби. Підвищення рівня призводить до затоплення прибережних територій, на яких знаходяться поселення людей, сільськогосподарських угідь і промислові об'єкти.

## Узбережжя Каспійського моря

### Прикаспій

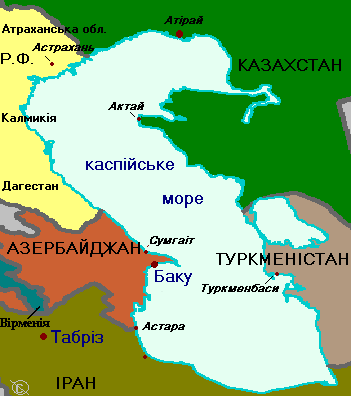
Мапа Каспійського моря.

Каспійське море омиває береги п'яти прибережних держав:
- Росії — на заході і північному заході, довжина берегової лінії 695 км
- Казахстану — на півночі, північному сході та сході, довжина берегової лінії 2340 км
- Туркменістану — на південному сході, довжина берегової лінії 1200 км
- Ірану — на півдні, довжина берегової лінії — 724 км
- Азербайджану — на південному заході, довжина берегової лінії 955 км

Прикаспій — історична назва регіону, що прилягає до Каспійського моря. Вперше цю назву почали використовувати російські географи в XVIII столітті.
Східний Прикаспій (його також називають Закаспій) включає в себе Мангистауську область Казахстану та захід Туркменістану. Південний Прикаспій представлений північними регіонами Ірану. Північний Прикаспій охоплює Атирауську область Казахстану, а також два регіони РФ — Астраханську область та Калмикію. Західний Прикаспій — Дагестан (РФ) і Азербайджан.

### Великі міста
Російська Федерація

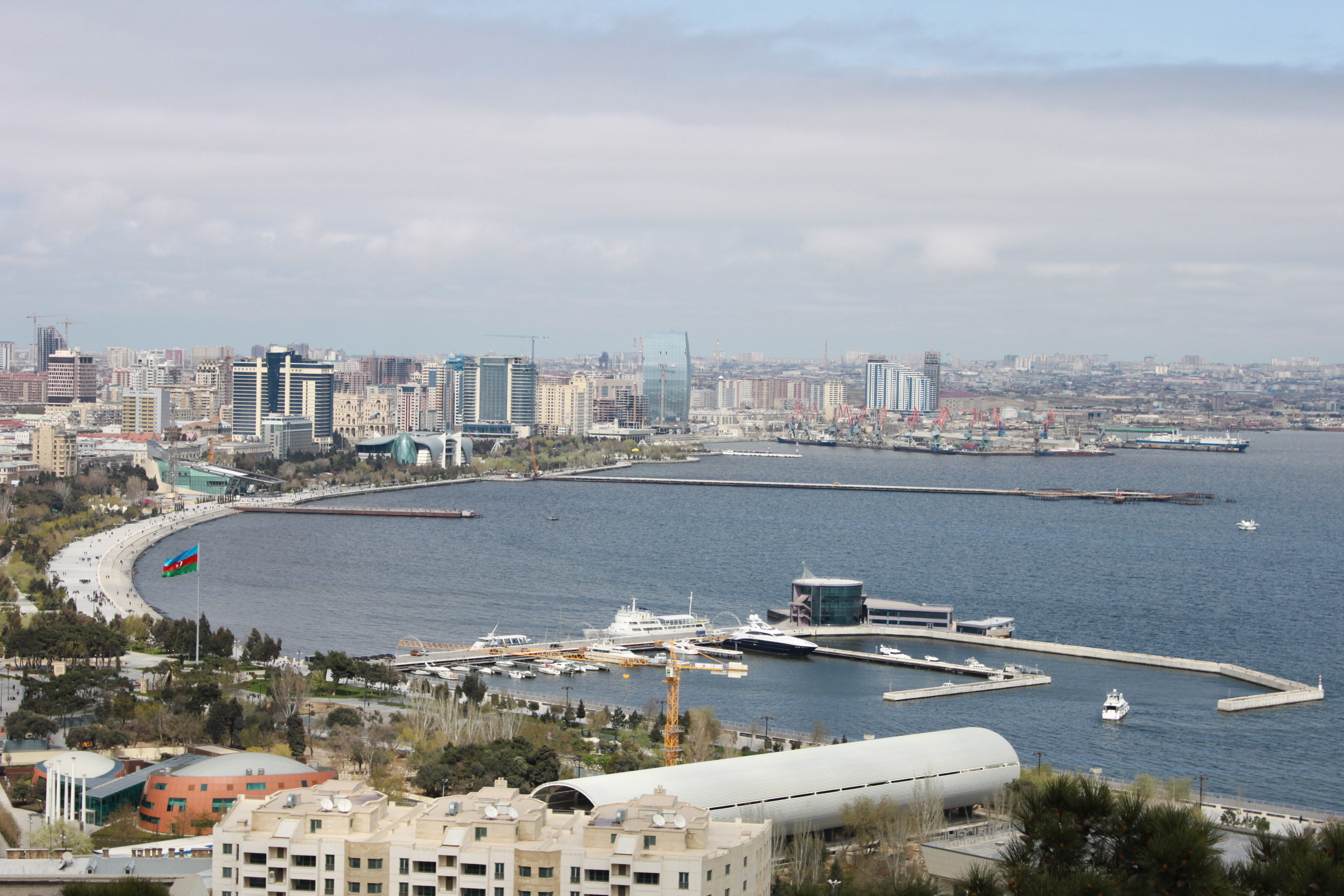
Баку — найбільше місто на Каспійському морі

На узбережжі знаходяться російські міста Махачкала, Каспійськ, Ізбербаш, Лагань, Дагестанські Огні та Дербент (найпівденніше місто РФ). Портовим містом Каспійського моря також вважається Астрахань, яке, однак, розташоване не на самому березі, а у дельті Волги, за 100 км від північного узбережжя.
Азербайджан
- Баку — найбільше місто-порт і столиця Азербайджану. Знаходиться в південній частині Апшеронського півострова і налічує 2,28 млн людей (2018).
- Сумгаїт — знаходиться в північній частині Апшеронського півострова.
- Ленкорань — знаходиться неподалік від південного кордону Азербайджану.
- Нефт-Дашлари — селище нафтовиків, розташоване на південний схід від Апшеронського півострова.

Туркменія
- Туркменбаші (раніше Красноводськ) — розташоване на північному березі Красноводської затоки.
- Аваза — великий курорт.

Казахстан
- Актау — місто-порт, розташоване на сході моря.
- Атирау — знаходиться на півночі в дельті річки Урал, за 20 км від моря.
- Форт-Шевченко — найзахідніше місто на східному узбережжі Каспійського моря.

Іран
- Бандар-Анзалі — розташоване на південному узбережжі Каспію;

та інші міста.

## Ресурси Каспію та його узбережжя

### Флора і фауна
Флора і фауна Каспію досить бідні за видовим складом, але значні за біомасою. У Каспії мешкає понад 500 видів рослин і 854 види тварин, різноманітних за своїм походженням. З рослин у Каспії переважають синьо-зелені і діатомові (різосоленія тощо) водорості. Серед недавніх вселенців багато червоних і бурих водоростей. З квіткових найпоширеніші зостера і руппія. Найбільшу біомасу дають харові водорості (до 30 кг на 1 м² дна). За походженням фауна в основному неогенового віку, що пристосувалася до частих і значних коливань солоності. До цієї групи відносяться з риб — осетрові, оселедці, кільки, бички, пуголовки, з молюсків — дрейсени і сердцевідки, з інші безхребетних — гаммариди, поліхети, губки, один вид медуз. Крім того, тут мешкає 15 видів вселенців з арктичних і середземноморських басейнів. Помітну групу становлять організми прісноводного походження (з риб — судак).

#### Тваринний світ
Тваринний світ Каспію представлений 1809 видами, з яких 415 відносяться до хребетних. У Каспійському морі зареєстровано 101 вид риб, у ньому ж зосереджено більшість світових запасів осетрових, а також таких прісноводних риб, як вобла, короп, судак. Каспійське море — середовище існування таких риб, як короп, кефаль, кілька, кутум, лящ, лосось, окунь, щука. У Каспійському морі також живуть морські ссавці — каспійський тюлень.

#### Рослинний світ
Рослинний світ Каспійського моря та його узбережжя представлений 728 видами. З рослин у Каспійському морі переважають водорості — синьо-зелені, діатомові, червоні, бурі, харові та інші; з квітконосіїв — зостера і руппія. За походженням флора відноситься переважно до неогенового віку, однак деякі рослини були занесені в Каспійське море людиною свідомо або на днищах суден.

### Корисні копалини

#### Загальні відомості
Каспійський район багатий енергетичними ресурсами.

#### Нафта
Складна суміш вуглеводнів та залишків органічних сполук — нафта, яка є горючою корисною копалиною, відома в цьому регіоні ще з давніх часів. Колодязі нафтові були викопані в Прикаспії вже на початку Х століття. А з XV століття європейцям уже відомо про багатство нафтових і газових родовищ у цьому районі. Англійські торговці Томас Бенністер і Джеффрі Даккет так описували район Баку:
Дивна річ: ось, до того дивна як фонтанами з-під землі ллється незліченна кількість нафти, і що все це біля кожного будинку мешканців цього краю. Ця олива чорного кольору і називається (nefte) «нефте». Існує також у місті Баку, ще один вид оливи, який білий і дуже цінний (схоже на «нефте»).
Першу у світі морську свердловину і машинне буріння свердловин були зроблені в Бібі-Хейбат затоці, неподалік від Баку в Азербайджані. У 1873 році розвідка та розробка нафтових родовищ почалася в деяких із найвідоміших пластів, які існували у світі на той час — на Абшеронському півострові, недалеко від сіл Белекхенлі, Сабунчинський, Раман і Бібі-Хейбат. Загальний обсяг видобутих запасів на той час налічував понад 500 млн тонн. До 1900 року в Баку було понад 3000 свердловин, 2000 з яких були виробниками промислового рівня. До кінця XIX століття Баку отримав популярність і був «столицею чорного золота», його слава розповсюджується по всій території світу, у результаті чого багато хто з кваліфікованих робітників і фахівців подалися до цього міста.
На рубежі XX століття Баку став глобальним центром міжнародної нафтової промисловості. Але в 1920 році, коли більшовики захопили Азербайджан, уся приватна власність — у тому числі нафтові свердловин і заводи — були конфісковані. Після цього у республіці вся нафтова промисловість була спрямована на цілі та споживання в Радянському Союзі. До 1941 року Азербайджан видобував зі своїх надр 23,5 млн тонн нафти, із Баку і прилеглих регіонів поставлялося близько 72 % всієї нафти, що видобувалася в усьому СРСР.
Після розпаду Радянського Союзу почалася нова ера у розвитку цього регіону, де нафта та її видобування відіграють ключову роль. У 1994 році був підписаний «Контракт століття», що сигналізував початок найбільшого етапу розвитку Каспійських нафтових родовищ. У 2006 році був побудований і запущений в експлуатацію нафтопровід Нафтопровід Баку — Тбілісі — Джейхан, який дає змогу азербайджанській нафті надходити прямо до турецького порту Джейхан, що на Середземномор'ї.

### Екологія
Див. також Екологія Каспійського моря
Дуже гострою стає екологічна ситуація в Каспійському морі. Нині за даними експертів за період експлуатації тільки однієї свердловини на Каспії в море потрапляє від 30 до 120 т нафти та інших нафтопродуктів. Крім того, кожна свердловина може скидати в море 150—400 т бурового шламу і 200—1000 т інших бурових відходів. Різкий стрибок обсягів нафтовидобутку на шельфі в найближчі роки може привести до колосального нафтового забруднення акваторії. Згідно з прийнятими розрахунками, на кожен мільйон тонн видобутої у світі нафти припадає в середньому 131,4 т втрат. Експерти відзначають, що для Каспійського моря цей показник може виявитися вище. Виходячи з очікуваного видобутку 250 млн т на рік, у цілому по Каспію втрати складуть до 33 тис. т на рік. Велика частина забруднення припадає на Північний Каспій — близько 24 тис. т на рік.
На північній частині Каспійського моря в умовах мілководдя компанія «Лукойл» працює з «нульовим» скиданням. На казахстанському родовищі Тенгіз при видобутку і переробці нафти компанією «Тенгизшевройл» на прибережних зонах моря станом на 2010 рр. накопичилося 5 млн т сірки, яка забруднює воду, ґрунт і негативно впливає на здоров'я населення. На азербайджанському родовищі АЧГ (Азері, Чираг і Гюнашлі) у зв'язку зі збільшенням видобутку нафти з боку компаній ВР актуальним завданням є питання утилізації пластових вод. Додаткові екологічні складності можуть внести плановані будівництва нафто- і газопроводів (Казахстан — Туркменістан — Іран), інших транспортних систем.
Аналіз сучасної екологічної обстановки морського середовища показує, що існуюча несприятлива екологічна ситуація — це результат багаторічного елементарного ігнорування питань охорони довкілля з боку колишнього СРСР, що продовжується і зараз у діяльності різних компаній, та невизначеності статусу Каспійського моря. З огляду на тривалість розробки нафтогазових родовищ, а також транскордонних впливів діяльності нафтових компаній на довкілля, її збереження вимагає проведення єдиної екологічної політики в Каспійському морі. Крім того, необхідно проводити єдині природоохоронні заходи і застосовувати маловідходні та безвідходні технології видобутку.
Морська вода забруднюється також різними стічними водами виробничо-побутового призначення. А Каспійське море являє собою замкнуту водойму. Дані особливості вимагають якомога швидше ратифікувати Рамкову конвенцію із захисту морського середовища Каспійського моря. У 2003 році в Тегерані Прикаспійські країни підписали таку Конвенцію. Її метою є захист морського середовища Каспійського моря від забруднення, а також збереження, відновлення, стійке і раціональне використання біологічних ресурсів акваторії. Розділи Конвенції прописують зобов'язання країн щодо запобігання, зниження і контролю забруднень, щодо захисту, збереження та відновлення морського середовища, а також процедури оцінки впливу на довкілля.
Певні складнощі для проживання і діяльності на березі Каспію викликає періодична зміна рівня моря, коливання контурів його акваторії. У період з 1929 до 1977 р. відзначалося падіння рівня моря з 25,9 м до 29 м (це була найнижча позначка за 400 років). З 1978 р. спостерігається його підйом. Природно, що це позначається на прибережних будівлях і об'єктах по видобутку нафти і газу, що відчувають Азербайджан і Казахстан, а також пригирлова частина Волги.